# Де Брито, Эрминио
Эрми́нио Аме́рико де Бри́то (порт.-браз. Hermínio Américo de Brito; 6 мая 1914, Сан-Паулу — дата смерти неизвестна), более известный под именем Бри́тто (порт.-браз. Britto) — бразильский футболист, центральный защитник.

## Карьера
Бритто начал карьеру в клубе «Коринтианс», где дебютировал 26 марта 1933 года в матче с «Жабакуарой» (2:1). Он играл в клубе до 1937 года, проведя 85 матчей и забив один гол. Последний матч в составе «Коринтианса» защитник сыграл 23 мая 1937 года со сборной штата Парана (0:2). В том же году он перешёл в состав «Америки», где выступал два сезона. Осенью 1938 года Бритто стал игроком «Фламенго». Он дебютировал в составе команды 18 сентября в матче с «Мадурейрой» (5:2). Годом позже футболист помог своей команде выиграть чемпионат штата Рио-де-Жанейро. Последний матч за «Фламенго» Бритто сыграл 7 мая 1939 года с «Бангу» (0:4). А всего за клуб защитник провёл 19 матчей и забил один гол
Далее он играл за аргентинский «Индепендьенте», уругвайский «Пеньяроль», «Васко да Гаму», «Бангу».
Выступал за сборную Бразилии в составе которой провёл 4 матча, голов не забивая, дебютировал 13 января 1937 года в игре с Парагваем на чемпионате Южной Америки. Был частью национальной команды, поехавшей на чемпионат мира 1938 года во Францию, там провёл второй матч с Чехословакией и завоевал бронзовую медаль.  Эта игра стала последней для Брито в майке национальной сборной.
По окончании карьеры игрока работал тренером. Возглавлял в 1945 году «Интернасьонал».

## Международная статистика
| Матчи Бритто за сборную Бразилии | Матчи Бритто за сборную Бразилии | Матчи Бритто за сборную Бразилии | Матчи Бритто за сборную Бразилии | Матчи Бритто за сборную Бразилии | Матчи Бритто за сборную Бразилии | Матчи Бритто за сборную Бразилии |
| -------------------------------- | -------------------------------- | -------------------------------- | -------------------------------- | -------------------------------- | -------------------------------- | -------------------------------- |
| №                                | Дата                             | Место проведения                 | Оппонент                         | Счёт                             | Голы                             | Турнир                           |
| 1                                | 13 января 1937                   | Буэнос-Айрес                     | Парагвай                         | 5:0                              | —                                | Чемпионат Южной Америки          |
| 2                                | 30 января 1937                   | Буэнос-Айрес                     | Аргентина                        | 0:1                              | —                                | Чемпионат Южной Америки          |
| 3                                | 1 февраля 1937                   | Буэнос-Айрес                     | Аргентина                        | 0:2                              | —                                | Чемпионат Южной Америки          |
| 4                                | 14 июня 1938                     | Бордо                            | Чехословакия                     | 2:1                              | —                                | Чемпионат мира                   |

## Достижения
- Чемпион штата Рио-де-Жанейро (1): 1939